# Coupe du monde de biathlon 2021-2022
Navigation
Édition précédente Édition suivante
La 45e édition de la Coupe du monde de biathlon se déroule entre le 27 novembre 2021 et le 20 mars 2022. La compétition se compose de dix étapes, la première à Östersund en Suède, la dernière à Oslo en Norvège. Cette édition est la dernière qui intègre la season opening, étape d'ouverture plus courte que les autres, celle-ci étant apparue lors de l'exercice  2020-2021. D'autre part, une étape était initialement prévue sur le site de  Minsk-Raubichi, mais au regard de la situation géopolitique en Biélorussie, celle-ci est relocalisée à Kontiolahti durant l'inter-saison. Enfin, Otepää fait sa première apparition sur le calendrier de la Coupe du monde.
Cette édition est ponctuée, du 4 au 20 février par les Jeux de Pékin 2022, dont les épreuves ne rapportent aucun point pour la Coupe du monde. Par ailleurs, la saison 2020-2021 ayant été perturbée par les restrictions liées à la pandémie du Covid-19, l'étape pré-olympique prévue sur le site de Zhangjiakou, qui accueille les épreuves de biathlon lors des Jeux olympiques, n'a pas pu être organisée. Les biathlètes sont donc arrivés dans l'inconnu sur les pistes chinoises. Johannes Thingnes Bø, Marte Olsbu Røiseland et Quentin Fillon Maillet en reviennent avec chacun un total inédit pour leur sport de cinq médailles remportées en une édition olympique  hivernale. 
En fin de saison, Quentin Fillon Maillet (hommes) et Marte Olsbu Røiseland (femmes) confirment leur domination en remportant le gros globe de cristal du classement général de la Coupe du monde ainsi que les petits globes du sprint et de la poursuite. Pour l'un et l'autre il s'agit des premiers globes de leur carrière. Tarjei Bø (hommes) et Marketa Davidova (femmes) remportent le globe de l'individuel. Enfin le dernier jour de la saison à Holmenkollen, le Norvégien S. G. Bakken remporte le globe du départ groupé chez les hommes, tandis que Justine Braisaz-Bouchet, championne olympique de la discipline à Pékin un mois plus tôt, en fait de même chez les dames. 

## Programme
Le 16 mai 2021, est annoncée la relocalisation de l'étape de  Minsk-Raubichi à Kontiolahti, en Finlande. Cette décision est prise au regard de la situation géopolitique de la Biélorussie, qui a notamment conduit aux nombreuses  manifestations de contestation à la présidence biélorusse d'Alexandre Loukachenko. De plus, la season opening initialement prévue à Kontiolahti est également réassignée à Östersund, qui organise donc les deux premières étapes de la saison. Les épreuves, dates et horaires demeurent inchangés.
| \| Kontiolahti Östersund Hochfilzen Le Grand-Bornand Oberhof Ruhpolding Antholz-Anterselva Minsk Otepää Oslo \| Les sites des compétitions initialement prévues en Europe |
| Kontiolahti Östersund Hochfilzen Le Grand-Bornand Oberhof Ruhpolding Antholz-Anterselva Minsk Otepää Oslo                                                                 |

| Kontiolahti Östersund Hochfilzen Le Grand-Bornand Oberhof Ruhpolding Antholz-Anterselva Minsk Otepää Oslo |

| \| Kontiolahti Östersund Hochfilzen Le Grand-Bornand Oberhof Ruhpolding Antholz-Anterselva Otepää Oslo \| Les sites des compétitions prévues en Europe après modifications du calendrier |
| Kontiolahti Östersund Hochfilzen Le Grand-Bornand Oberhof Ruhpolding Antholz-Anterselva Otepää Oslo                                                                                      |

| Kontiolahti Östersund Hochfilzen Le Grand-Bornand Oberhof Ruhpolding Antholz-Anterselva Otepää Oslo |

| \| Pékin \| Le site des compétitions en Asie |
| Pékin                                        |

## Attribution des points

### Classement par discipline
Pour les classements spécifiques à chaque discipline (individuel, sprint, poursuite, mass-start, relais), l'attribution des points est la suivante :
| Place  | 1  | 2  | 3  | 4  | 5  | 6  | 7  | 8  | 9  | 10 | 11 | 12 | 13 | 14 | 15 | 16 | 17 | 18 | 19 | 20 | 21 | 22 | 23 | 24 | 25 | 26 | 27 | 28 | 29 | 30 | 31 | 32 | 33 | 34 | 35 | 36 | 37 | 38 | 39 | 40 |
| ------ | -- | -- | -- | -- | -- | -- | -- | -- | -- | -- | -- | -- | -- | -- | -- | -- | -- | -- | -- | -- | -- | -- | -- | -- | -- | -- | -- | -- | -- | -- | -- | -- | -- | -- | -- | -- | -- | -- | -- | -- |
| Points | 60 | 54 | 48 | 43 | 40 | 38 | 36 | 34 | 32 | 31 | 30 | 29 | 28 | 27 | 26 | 25 | 24 | 23 | 22 | 21 | 20 | 19 | 18 | 17 | 16 | 15 | 14 | 13 | 12 | 11 | 10 | 9  | 8  | 7  | 6  | 5  | 4  | 3  | 2  | 1  |

| Place  | 1  | 2  | 3  | 4  | 5  | 6  | 7  | 8  | 9  | 10 | 11 | 12 | 13 | 14 | 15 | 16 | 17 | 18 | 19 | 20 | 21 | 22 | 23 | 24 | 25 | 26 | 27 | 28 | 29 | 30 |
| ------ | -- | -- | -- | -- | -- | -- | -- | -- | -- | -- | -- | -- | -- | -- | -- | -- | -- | -- | -- | -- | -- | -- | -- | -- | -- | -- | -- | -- | -- | -- |
| Points | 60 | 54 | 48 | 43 | 40 | 38 | 36 | 34 | 32 | 31 | 30 | 29 | 28 | 27 | 26 | 25 | 24 | 23 | 22 | 21 | 20 | 18 | 16 | 14 | 12 | 10 | 8  | 6  | 4  | 2  |

### Classement général
Le classement général de la coupe du monde est établi en additionnant les points obtenus lors des disciplines individuelles (individuel, sprint, poursuite et mass-start). En toute fin de saison, les deux moins bons résultats (toutes disciplines individuelles confondues) pour chaque biathlète, sont éventuellement retranchés du total de points marqués afin d'établir le classement général final (pour l'attribution du gros globe de cristal). Une non-participation, un abandon ou une disqualification en course ne rapportent aucun point et font donc partie des moins bons résultats.
Les résultats obtenus lors des Jeux olympiques d'hiver ne sont pas comptabilisés dans le classement général de la Coupe du monde.

### Coupe des Nations
Le classement général de la coupe des Nations est obtenu en additionnant les points de chaque athlète obtenus lors des épreuves de l'individuel, de sprint, ainsi que lors des relais. Pour les épreuves de l'individuel et de sprint, ne sont pris en compte que les points des trois athlètes les mieux classés par nation.
- Pour chaque épreuve de l'individuel ou du sprint, les points sont attribués selon le tableau suivant :

| Place  | 1   | 2   | 3   | 4   | 5   | 6   | 7   | 8   | 9   | 10  | 11  | 12  | 13  | 14  | 15  | 16  | 17  | 18  | 19  | 20  | 21  | 22  | 23  | 24  | 25  | 26  | 27  | 28  | 29  | 30  | 31  | 32  | 33  | 34  | 35  | 36  | 37  | 38  | 39  | 40  |
| ------ | --- | --- | --- | --- | --- | --- | --- | --- | --- | --- | --- | --- | --- | --- | --- | --- | --- | --- | --- | --- | --- | --- | --- | --- | --- | --- | --- | --- | --- | --- | --- | --- | --- | --- | --- | --- | --- | --- | --- | --- |
| Points | 160 | 154 | 148 | 143 | 140 | 138 | 136 | 134 | 132 | 131 | 130 | 129 | 128 | 127 | 126 | 125 | 124 | 123 | 122 | 121 | 120 | 119 | 118 | 117 | 116 | 115 | 114 | 113 | 112 | 111 | 110 | 109 | 108 | 107 | 106 | 105 | 104 | 103 | 102 | 101 |

Puis de 1 point en 1 point jusqu'à la 80e place, et de 2 en 2 points pour arriver à 1 point pour la 110e place. Toutes les places suivantes obtiennent 1 point.
- Pour chaque relais, les points sont attribués selon le tableau suivant :

| Place  | 1   | 2   | 3   | 4   | 5   | 6   | 7   | 8   | 9   | 10  | 11  | 12  | 13  | 14  | 15  | 16  | 17  | 18  | 19  | 20  | 21  | 22  | 23 | 24 | 25 | 26 | 27 | 28 | 29 | 30 |
| ------ | --- | --- | --- | --- | --- | --- | --- | --- | --- | --- | --- | --- | --- | --- | --- | --- | --- | --- | --- | --- | --- | --- | -- | -- | -- | -- | -- | -- | -- | -- |
| Points | 420 | 390 | 360 | 330 | 310 | 290 | 270 | 250 | 230 | 220 | 210 | 200 | 190 | 180 | 170 | 160 | 150 | 140 | 130 | 120 | 110 | 100 | 90 | 80 | 70 | 60 | 50 | 40 | 30 | 20 |

- Pour les relais simples mixtes et les relais mixtes, les points sont partagés à moitié entre le classement général de la coupe des Nations féminin et le masculin. Chacun reçoit alors des points selon le tableau suivant :

| Place  | 1   | 2   | 3   | 4   | 5   | 6   | 7   | 8   | 9   | 10  | 11  | 12  | 13 | 14 | 15 | 16 | 17 | 18 | 19 | 20 | 21 | 22 | 23 | 24 | 25 | 26 | 27 | 28 | 29 | 30 |
| ------ | --- | --- | --- | --- | --- | --- | --- | --- | --- | --- | --- | --- | -- | -- | -- | -- | -- | -- | -- | -- | -- | -- | -- | -- | -- | -- | -- | -- | -- | -- |
| Points | 210 | 195 | 180 | 165 | 155 | 145 | 135 | 125 | 115 | 110 | 105 | 100 | 95 | 90 | 85 | 80 | 75 | 70 | 65 | 60 | 55 | 50 | 45 | 40 | 35 | 30 | 25 | 20 | 15 | 10 |

## Déroulement de la saison

### Avant les Jeux de Pékin
A la fin de l'année 2021, après quatre étapes (deux fois Östersund, puis Hochfilzen et Le Grand Bornand), la France compte le plus grand nombre de podiums (20), tandis que la Norvège mène au nombre de victoires (8). Chez les hommes, sept biathlètes se succèdent à la première place du classement général. Quentin Fillon Maillet et Émilien Jacquelin alignent les podiums, et font partie des principaux prétendants. Après avoir gagné deux poursuites consécutivement (Hochfilzen et Le Grand Bornand), Fillon Maillet prend le dossard jaune, puis le double champion du monde de la poursuite Émilien Jacquelin remporte le départ groupé dans la station de Haute-Savoie, sa première victoire ordinaire en Coupe du monde, pour s'emparer de la tunique, deux points devant son coéquipier. Chez les femmes, Marte Olsbu Røiseland termine l'année à la première place du classement général avec trois victoires et un total de cinq podiums. La petite sœur de la championne olympique et du monde Hanna Öberg, Elvira se révèle au plus haut niveau international en remportant coup sur coup ses deux premières victoires : la poursuite et la mass-start du Grand Bornand. La Biélorusse Hanna Sola inaugure elle aussi son palmarès en Coupe du monde en gagnant le sprint de Hochfilzen. La France (Anaïs Bescond, Anaïs Chevalier-Bouchet, Julia Simon, Justine Braisaz-Bouchet) remporte le premier relais féminin à Östersund, et termine troisième du suivant remporté à Hochfilzen par la Suède (Mona Brorsson, Anna Magnusson, Elvira Öberg, Hanna Öberg). Côté masculin, la Norvège (avec les frères Johannes et Tarjei Bø, Vetle Sjåstad Christiansen, Sturla Holm Lægreid et Sivert Guttorm Bakken) est invaincue en deux épreuves, et devance à chaque fois l'équipe de France (Fabien Claude, Simon Desthieux, Émilien Jacquelin, Quentin Fillon Maillet).
Le second « trimestre » débute le 7 janvier 2022 à Oberhof avec un sprint masculin dont Émilien Jacquelin prend le départ avec le maillot jaune pour la première fois de sa carrière. Sous des chutes de neige et dans un stade balayé par le vent, Jacquelin est battu de 6 secondes par Aleksandr Loginov qui a commis une faute de moins que lui. Cette deuxième place permet au Français de conforter sa position de leader du classement général. Quant à Julia Simon, elle obtient dans la même spécialité son troisième podium consécutif en terminant deuxième (à égalité avec Hanna Sola) derrière Marte Olsbu Røiseland. Neuvième du sprint, Quentin Fillon Maillet gagne la poursuite le lendemain avec un 18 sur 20 (deux fautes au premier tir), sa troisième victoire de la saison, toujours dans le même format de course, et il reprend la première place du classement général à son compatriote 17e de cette épreuve. Dans la poursuite féminine, Marte Olsbu Røiseland passe toute la course en tête et s'impose largement devant Hanna Öberg, Dzinara Alimbekava et Julia Simon. Avec ce cinquième succès de l'hiver, la Norvégienne conforte sa position en tête du classement général.
Elvira Öberg confirme qu'elle sera la principale rivale de Røiseland en remportant le sprint de Ruhpolding juste devant celle-ci, deuxième. Chez les hommes, Quentin Fillon Maillet s'impose avec un sans-faute au tir et le meilleur temps à skis, pour ce qui n'est que la deuxième victoire en sprint de sa carrière (la quatrième de la saison et la dixième au total). Ce succès, combiné à l'absence des biathlètes norvégiens, à la 18e place de Sebastian Samuelson et à la 53e place de son coéquipier Émilien Jacquelin lui permet de faire une belle opération au classement général. Dans la poursuite féminine de Ruhpolding, Marte Olsbu Røiseland continue son parcours d'excellence en étant la seule parmi les quinze premières à réaliser un sans-faute pour signer sa sixième victoire de la saison (la quatrième en poursuite) et la quinzième de sa carrière, loin devant les sœurs Öberg, Elvira passant la ligne d'arrivée 12 secondes avant Hanna. Dans la course masculine, Quentin Fillon Maillet  réalise le doublé en gagnant pour la quatrième fois consécutivement dans ce format de course et consolide encore son maillot jaune. Son avance lors de cette poursuite est telle après le troisième tir debout, qu'il peut commettre une faute au dernier passage derrière la carabine, effectuer son tour de pénalité, et ressortir largement devant pour s'imposer en solitaire. Deux relais ponctuent également l'étape de Ruhpoling : victoire de la France (Anaïs Chevalier-Bouchet, Chloé Chevalier, Justine Braisaz-Bouchet, Julia Simon) devant la Suède et la Russie chez les filles, et de la Russie devant l'Allemagne et la Biélorussie chez les hommes, les Français ne terminant que cinquième.
Celui des Jeux olympiques ne rapportant pas de points, il n'y aura eu que deux individuels cet hiver à compter pour le classement de la Coupe du monde. Deux fois deuxième, en ouverture de saison à Östersund puis le 20 janvier à Antholz-Anterselva, Tarjei Bø s'adjuge le petit globe de la spécialité. Le vainqueur de l'épreuve italienne, qui ne comptait qu'une victoire jusque là (la poursuite d'Östersund en 2016) est Anton Babikov. Parmi les 103 concurrents à prendre le départ, le biathlète russe est le seul à réussir le sans faute au tir. Mais il ne devance Bø, qui a pourtant écopé de deux minutes de pénalité au tir, que de 9,7 secondes à l'arrivée. Un autre Russe, Said Khalili (19/20 au tir), vient prendre la troisième place et monte sur le podium pour la première fois de sa carrière. Comme l'écrit la presse, Quentin Fillon Maillet « grille un joker » en se classant vingtième, mais il conserve largement son dossard jaune. Côté femmes, le lendemain, c'est Markéta Davidová, gagnante de la première épreuve à Östersund qui s'adjuge le petit globe de l'individuel après une sixième place à Antholz. Cet individuel est marqué par un doublé des Françaises : Justine Braisaz-Bouchet s'impose pour la troisième fois de sa carrière (avec une seule minute de pénalité et le meilleur temps sur les skis), 51 secondes devant Julia Simon (deux minutes de pénalité et meilleur temps réel de l'épreuve); Mona Brorsson accroche quant à elle son premier podium en se classant troisième. La Norvège domine les relais masculin et féminin disputés à Antholz. Les départs groupés sont les dernières épreuves individuelles avant les Jeux de Pékin. Benedikt Doll remporte la mass-start masculine et signe sa première victoire en deux ans (la troisième de sa carrière), grâce à un 19 sur 20. Il devance Johannes Thingnes Bø, trois erreurs mais en forme sur les skis. En forme, Quentin Fillon Maillet l'est également puisqu'il termine huitième malgré six tours de pénalité. Paradoxalement, le Français augmente encore son avance au classement général sur son poursuivant immédiat, Émilien Jacquelin. Dorothea Wierer renoue elle aussi avec le succès (sa dernière victoire remontait à l'individuel de Kontiolahti en ouverture de la saison 2020-2021). Anaïs Chevalier-Bouchet est ressortie en tête du dernier tir mais n'a pu tenir la cadence dans le dernier tour : dépassée par Wierer et Dzinara Alimbekava, elle termine troisième de cette mass-start.

### Après les Jeux de Pékin
Après sa moisson aux Jeux olympiques de Pékin 2022 où il a gagné quatre médailles d'or, ce qui fait de lui l'athlète le plus titré de cette édition hivernale, Johannes Bø décide d'arrêter là sa saison et de ne pas participer aux trois dernières étapes de la Coupe du monde. « À la fois physiquement et mentalement, cette saison et la précédente ont été très difficiles en termes de contrôle des infections et de préparation en vue des Jeux olympiques de Pékin. Depuis les JO 2018, je n'ai pas trouvé de place pour faire une longue pause. J'ai décidé de la prendre maintenant, et je reste d'ores et déjà prêt et très motivé pour les quatre prochaines années menant aux Jeux olympiques à Anterselva en 2026 » déclare-t-il le 28 février. Par ailleurs, les biathlètes russes et biélorusses ne sont pas autorisés par l'IBU à participer aux dernières étapes de la Coupe du monde en raison de l'invasion de l'Ukraine par la Russie lancée le 24 février. Les Ukrainiens pris dans cette guerre ne sont pas non plus présents. 
Le 3 mars, lors de la reprise de la Coupe du monde à Kontiolahti, la France connaît la désillusion sur le dernier relais féminin de la saison. Alors que le petit globe de cristal de la spécialité est, sauf accident ou énorme contreperformance, acquis (grâce à quatre podiums en autant de courses), les relayeuses françaises le laissent en effet échapper à cause d'une disqualification à la suite d'une infraction au règlement de Justine Braisaz-Bouchet lors de son tir debout : cette dernière, qui s'est retrouvée contrainte de piocher une dernière fois après avoir perdu une de ses balles de réserve, a engagé un nouveau chargeur de cinq balles dans sa carabine, ce qui est interdit (elle aurait dû dans ce cas, en extraire une balle et l'enclencher manuellement). Les Françaises, particulièrement à la peine au tir (trois tours de pénalité et seize pioches, soit le plus mauvais score du jour), sont finalement privées des points d'une sixième place à l'arrivée (avant la sanction) qui auraient été largement suffisants pour conserver définitivement la tête du classement. C'est la Suède, deuxième de la course, qui en profite pour s'emparer du globe. Chez les hommes, la Norvège, sans les frères Bø (Tarjei, malade, n'est pas présent à Kontiolahti), gagne son cinquième relais en six courses disputées, devant la Suède et la France, et s'adjuge le petit globe de la spécialité.
Quentin Fillon Maillet se rapproche pour sa part du gros globe de cristal : dans la foulée de ses cinq podiums olympiques, il réalise le doublé sprint + poursuite les 5 et 6 mars dans le stade de biathlon finlandais, sécurisant déjà le gain du petit globe de cristal de la poursuite, un format de course qu'il a entièrement dominé cette saison, avec six victoires consécutives en comptant le tire olympique. Au classement général, il possède désormais 174 points d'avance sur son compatriote Émilien Jacquelin, et 215 points sur Sebastian Samuelsson.
Coté féminin, le podium du sprint voit figurer deux anciennes fondeuses : Denise Herrmann, championne olympique 2022 de l'Individuel, et la Suédoise Stina Nilsson, médaillée d'or du sprint en ski de fond aux Jeux olympiques de 2018 à PeyongChang. Cette dernière monte sur son premier podium en biathlon, sport qu'elle a rejoint en 2020, en se classant troisième. Entre les deux, figure Tiril Eckhoff qui le lendemain, remporte la poursuite devant Dorothea Wierer et Denise Herrmann. Quatrième à l'arrivée et dominatrice durant l'hiver dans la spécialité, Marte Olsbu Røiseland se met également hors de portée pour le petit globe de la poursuite. Comme pour Fillon Maillet, il s'agit du premier trophée de cristal de sa carrière, en attendant mieux.
L'avant-dernière étape de la saison se déroule sur le site d'Otepää en Estonie, inédit en Coupe du monde. Le sprint hommes, disputé le 10 mars, est remporté par Quentin Fillon Maillet qui poursuit sa série après son doublé à Kontiolahti. Avec un 10 sur 10, il réalise le meilleur temps à skis pour devancer deux autres coureurs sans faute comme lui : Sturla Holm Lægreid à 7 s 2 (il était ressorti 3 secondes derrière lui après le tir debout, mais l'a dépassé dans le dernier tour) et Benedikt Doll à 11 s 1. Ses deux principaux poursuivants au général, Sebastian Samuelsson et Émilien Jacquelin se classent respectivement 18e et 32e. Désormais hors d'atteinte du Suédois et fort d'une avance de 225 points sur son compatriote, Fillon Maillet peut se contenter d'une 23e place sur le départ groupé d'Otepää (et ce en cas de victoire de Jacquelin) pour s'assurer du gain du gros globe à une étape de la fin de la saison. Le lendemain, Julia Simon remporte sa première victoire de la saison et la quatrième de sa carrière en s'imposant dans le sprint féminin, une spécialité où elle n'avait pas encore gagné en Coupe du monde (et où la dernière française à l'avoir emporté était Marie Dorin-Habert en décembre 2015). À la faveur d'un 9 sur 10 au tir et d'une remarquable vélocité à skis, en particulier dans le dernier tour, Simon devance respectivement de 11 et 12,8 secondes Vanessa Voigt et Karoline Knotten, toutes les deux sans-faute. C'est sans surprise que Quentin Fillon Maillet célèbre le gain du gros globe de cristal le 12 mars en prenant la deuxième place du départ groupé avec un 19 sur 20, derrière le vainqueur Vetle Sjåstad Christiansen (20/20) : il devient ainsi le quatrième biathlète français après Patrice Bailly-Salins, Raphael Poirée et Martin Fourcade à remporter la Coupe du monde de biathlon.
En relais mixte, la Norvège réalise le Grand Chelem, remportant sa quatrième victoire en quatre courses le 13 mars. En comptant la saison précédente et le titre aux Jeux de Pékin, elle arrive à sept victoires consécutives, mais dans une composition différente, Tiril Eckhoff étant la seule membre du quatuor champion olympique 2022 à figurer dans la formation qui s'impose à Otepää.
Lors de la dernière étape à Oslo-Holmenkollen, Marte Olsbu Røiseland la meilleure biathlète de la saison signe chez les femmes trois nouveaux podiums en trois courses : sur le sprint dont elle remporte le petit globe, la poursuite (petit globe déjà en poche) à l'issue de laquelle elle s'assure définitivement le gain du classement général, et la mass-start. Le dernier globe en jeu le dernier jour, celui du départ groupé, est disputé jusqu'au bout : Justine Braisaz-Bouchet, grâce à sa vitesse sur les skis et à un tir parfait lors des séances debout, parvient à faire d'une pierre deux coups en remportant la course et le globe de la spécialité avec seulement deux points de plus qu'Elvira Öberg, cinquième à couper la ligne d'arrivée. Chez les hommes, Quentin Fillon Maillet termine deuxième du sprint derrière Sturla Holm Lægreid et gagne le petit globe de la spécialité. Sa série de victoires consécutives en poursuite (au nombre de six) est interrompue le lendemain, le Français se classant encore deuxième, cette fois derrière l'Allemand Erik Lesser, victorieux pour la troisième fois de sa carrière et à la veille de son départ à la retraite. Avec les globes du classement général, du sprint et de la poursuite déjà acquis, Fillon Maillet avait l'occasion de compléter sa moisson par celui du départ groupé. Pourtant, porteur du dossard jaune et rouge et en position très favorable au départ, il laisse filer cette opportunité. Fillon Maillet rate deux tirs lors du premier passage sur le pas de tir et est contraint à une course poursuite : il termine septième et c'est le vainqueur du jour, le jeune Norvégien Sivert Guttorm Bakken qui s'empare du globe du départ groupé. Fort d'une magnifique fin de saison (trois podiums pour finir), Lægreid termine, comme la saison précédente, à la deuxième place du classement général et remporte le classement des jeunes de moins de 25 ans.

## Classements

### Classements généraux
| Rang | Nom                        | Points | Victoire(s) | Podium(s) |
| ---- | -------------------------- | ------ | ----------- | --------- |
|      | Quentin Fillon Maillet     | 984    | 8           | 13        |
| 2    | Sturla Holm Lægreid        | 736    | 2           | 7         |
| 3    | Sebastian Samuelsson       | 717    | 2           | 6         |
| 4    | Vetle Sjåstad Christiansen | 708    | 2           | 4         |
| 5    | Émilien Jacquelin          | 706    | 1           | 6         |
| 6    | Tarjei Bø                  | 601    |             | 4         |
| 7    | Simon Desthieux            | 590    |             | 1         |
| 8    | Benedikt Doll              | 557    | 1           | 3         |
| 9    | Sivert Guttorm Bakken      | 553    | 1           | 2         |
| 10   | Erik Lesser                | 535    | 1           | 2         |
| 11   | Johannes Kühn              | 484    | 1           | 2         |
| 12   | Tero Seppälä               | 468    |             |           |
| 13   | Johannes Thingnes Bø       | 440    | 1           | 3         |
| 14   | Fabien Claude              | 434    |             |           |
| 15   | Simon Eder                 | 431    |             |           |
| 16   | Roman Rees                 | 429    |             |           |
| 17   | Alexander Loginov          | 413    | 1           | 2         |
| 18   | Philipp Nawrath            | 410    |             |           |
| 19   | Anton Smolski              | 405    |             | 3         |
| 20   | Lukas Hofer                | 404    |             | 1         |

| Rang | Nom                        | Points | Victoire(s) | Podium(s) |
| ---- | -------------------------- | ------ | ----------- | --------- |
|      | Marte Olsbu Røiseland      | 957    | 6           | 13        |
| 2    | Elvira Öberg               | 823    | 4           | 8         |
| 3    | Lisa Theresa Hauser        | 684    | 1           | 3         |
| 4    | Hanna Öberg                | 661    | 1           | 4         |
| 5    | Anaïs Chevalier-Bouchet    | 642    |             | 3         |
| 6    | Denise Herrmann            | 589    | 1           | 4         |
| 7    | Dzinara Alimbekava         | 589    |             | 2         |
| 8    | Justine Braisaz-Bouchet    | 581    | 2           | 3         |
| 9    | Dorothea Wierer            | 577    | 1           | 3         |
| 10   | Markéta Davidová           | 560    | 1           | 1         |
| 11   | Tiril Eckhoff              | 555    | 3           | 4         |
| 12   | Julia Simon                | 554    | 1           | 5         |
| 13   | Vanessa Voigt              | 522    |             | 1         |
| 14   | Anaïs Bescond              | 515    |             | 2         |
| 15   | Ingrid Landmark Tandrevold | 470    |             |           |
| 16   | Mona Brorsson              | 442    |             | 1         |
| 17   | Jessica Jislová            | 441    |             |           |
| 18   | Hanna Sola                 | 420    | 1           | 4         |
| 19   | Linn Persson               | 416    |             |           |
| 20   | Kristina Reztsova          | 366    |             | 1         |

| Rang | Nom                   | Points | Victoire(s) | Podium(s) |
| ---- | --------------------- | ------ | ----------- | --------- |
| 1    | Sturla Holm Lægreid   | 736    | 2           | 7         |
| 2    | Sebastian Samuelsson  | 717    | 2           | 6         |
| 3    | Sivert Guttorm Bakken | 553    | 1           | 2         |
| 4    | Filip Fjeld Andersen  | 403    |             | 1         |
| 5    | Said Khalili          | 222    |             |           |

| Rang | Nom              | Points | Victoire(s) | Podium(s) |
| ---- | ---------------- | ------ | ----------- | --------- |
| 1    | Elvira Öberg     | 823    | 4           | 8         |
| 2    | Markéta Davidová | 560    | 1           | 1         |
| 3    | Vanessa Voigt    | 522    |             | 1         |
| 4    | Irina Kazakevich | 189    |             |           |
| 5    | Ida Lien         | 187    |             |           |

### Coupe des Nations
| Rang | Nation    | Points |
| ---- | --------- | ------ |
|      | Norvège   | 7277   |
| 2    | France    | 6954   |
| 3    | Allemagne | 6707   |
| 4    | Suède     | 5851   |
| 5    | Italie    | 5475   |
| 6    | Russie    | 5061   |
| 7    | Autriche  | 5010   |
| 8    | Suisse    | 4843   |
| 9    | Tchéquie  | 4574   |
| 10   | Finlande  | 4480   |

| Rang | Nation      | Points |
| ---- | ----------- | ------ |
|      | Norvège     | 6856   |
| 2    | Suède       | 6765   |
| 3    | France      | 6572   |
| 4    | Allemagne   | 6402   |
| 5    | Tchéquie    | 5488   |
| 6    | Italie      | 5449   |
| 7    | Autriche    | 5093   |
| 8    | Suisse      | 4838   |
| 9    | Russie      | 4602   |
| 10   | Biélorussie | 4498   |

### Classement par discipline

#### Individuel
| Rang | Nom                        | Points | Victoire(s) | Podium(s) |
| ---- | -------------------------- | ------ | ----------- | --------- |
|      | Tarjei Bø                  | 108    |             | 2         |
| 2    | Sturla Holm Lægreid        | 100    | 1           | 1         |
| 3    | Simon Desthieux            | 86     |             | 1         |
| 4    | Johannes Thingnes Bø       | 83     |             |           |
| 5    | Fabien Claude              | 64     |             |           |
| 6    | Said Khalili               | 62     |             | 1         |
| 7    | Anton Babikov              | 60     | 1           | 1         |
| 8    | Quentin Fillon Maillet     | 55     |             |           |
| 9    | Vetle Sjåstad Christiansen | 52     |             |           |
| 10   | Paul Schommer              | 51     |             |           |

| Rang | Nom                        | Points | Victoire(s) | Podium(s) |
| ---- | -------------------------- | ------ | ----------- | --------- |
|      | Markéta Davidová           | 98     | 1           | 1         |
| 2    | Lisa Theresa Hauser        | 86     |             | 1         |
| 3    | Dzinara Alimbekava         | 79     |             |           |
| 4    | Mona Brorsson              | 78     |             | 1         |
| 5    | Uliana Nigmatullina        | 71     |             |           |
| 6    | Justine Braisaz-Bouchet    | 63     | 1           | 1         |
| 7    | Ingrid Landmark Tandrevold | 55     |             |           |
| 8    | Julia Simon                | 54     |             | 1         |
| 9    | Denise Herrmann            | 48     |             | 1         |
| 10   | Anna Weidel                | 47     |             |           |

#### Sprint
| Rang | Nom                        | Points | Victoire(s) | Podium(s) |
| ---- | -------------------------- | ------ | ----------- | --------- |
|      | Quentin Fillon Maillet     | 402    | 3           | 5         |
| 2    | Sebastian Samuelsson       | 340    | 2           | 3         |
| 3    | Sturla Holm Lægreid        | 284    | 1           | 3         |
| 4    | Émilien Jacquelin          | 283    |             | 2         |
| 5    | Vetle Sjåstad Christiansen | 274    |             | 1         |
| 6    | Johannes Kühn              | 252    | 1           | 2         |
| 7    | Benedikt Doll              | 231    |             | 2         |
| 8    | Tarjei Bø                  | 224    |             |           |
| 9    | Filip Fjeld Andersen       | 218    |             | 1         |
| 10   | Simon Desthieux            | 214    |             |           |

| Rang | Nom                     | Points | Victoire(s) | Podium(s) |
| ---- | ----------------------- | ------ | ----------- | --------- |
|      | Marte Olsbu Røiseland   | 412    | 2           | 6         |
| 2    | Elvira Öberg            | 340    | 1           | 3         |
| 3    | Hanna Öberg             | 306    | 1           | 1         |
| 4    | Lisa Theresa Hauser     | 300    | 1           | 2         |
| 5    | Anaïs Chevalier-Bouchet | 289    |             | 1         |
| 6    | Denise Herrmann         | 274    | 1           | 1         |
| 7    | Tiril Eckhoff           | 256    | 1           | 2         |
| 8    | Anaïs Bescond           | 244    |             | 1         |
| 9    | Dzinara Alimbekava      | 244    |             |           |
| 10   | Hanna Sola              | 243    | 1           | 3         |

#### Poursuite
| Rang | Nom                        | Points | Victoire(s) | Podium(s) |
| ---- | -------------------------- | ------ | ----------- | --------- |
|      | Quentin Fillon Maillet     | 379    | 5           | 6         |
| 2    | Sebastian Samuelsson       | 282    |             | 3         |
| 3    | Erik Lesser                | 253    | 1           | 2         |
| 4    | Émilien Jacquelin          | 244    |             | 2         |
| 5    | Vetle Sjåstad Christiansen | 217    | 1           | 2         |
| 6    | Simon Desthieux            | 201    |             |           |
| 7    | Sturla Holm Lægreid        | 199    |             | 1         |
| 8    | Tero Seppälä               | 167    |             |           |
| 9    | Benedikt Doll              | 165    |             |           |
| 10   | Tarjei Bø                  | 163    |             | 1         |

| Rang | Nom                     | Points | Victoire(s) | Podium(s) |
| ---- | ----------------------- | ------ | ----------- | --------- |
|      | Marte Olsbu Røiseland   | 380    | 4           | 5         |
| 2    | Elvira Öberg            | 300    | 1           | 3         |
| 3    | Hanna Öberg             | 262    |             | 3         |
| 4    | Anaïs Chevalier-Bouchet | 240    |             | 1         |
| 5    | Lisa Theresa Hauser     | 222    |             |           |
| 6    | Anaïs Bescond           | 208    |             | 1         |
| 7    | Julia Simon             | 192    |             | 1         |
| 8    | Dzinara Alimbekava      | 190    |             | 1         |
| 9    | Dorothea Wierer         | 185    |             | 2         |
| 10   | Marketa Davidova        | 170    |             |           |

#### Départ Groupé
| Rang | Nom                        | Points | Victoire(s) | Podium(s) |
| ---- | -------------------------- | ------ | ----------- | --------- |
|      | Sivert Guttorm Bakken      | 182    | 1           | 2         |
| 2    | Quentin Fillon Maillet     | 178    |             | 2         |
| 3    | Vetle Sjåstad Christiansen | 165    | 1           | 1         |
| 4    | Sturla Holm Lægreid        | 153    |             | 2         |
| 5    | Émilien Jacquelin          | 142    | 1           | 2         |
| 6    | Antonin Guigonnat          | 131    |             |           |
| 7    | Benedikt Doll              | 123    | 1           | 1         |
| 8    | Tero Seppälä               | 113    |             |           |
| 9    | Simon Eder                 | 110    |             | 1         |
| 10   | Tarjei Bø                  | 106    |             |           |

| Rang | Nom                        | Points | Victoire(s) | Podium(s) |
| ---- | -------------------------- | ------ | ----------- | --------- |
|      | Justine Braisaz-Bouchet    | 162    | 1           | 1         |
| 2    | Elvira Öberg               | 160    | 2           | 2         |
| 3    | Dorothea Wierer            | 152    | 1           | 1         |
| 4    | Marte Olsbu Røiseland      | 134    |             | 2         |
| 5    | Ingrid Landmark Tandrevold | 120    |             |           |
| 6    | Vanessa Voigt              | 119    |             |           |
| 7    | Markéta Davidová           | 116    |             |           |
| 8    | Julia Simon                | 114    |             | 1         |
| 9    | Anaïs Chevalier-Bouchet    | 113    |             | 1         |
| 10   | Denise Herrmann            | 105    |             |           |

#### Relais
| Rang | Nation    | Points | Victoire(s) | Podium(s) |
| ---- | --------- | ------ | ----------- | --------- |
|      | Norvège   | 276    | 4           | 4         |
| 2    | France    | 239    |             | 3         |
| 3    | Allemagne | 231    |             | 2         |
| 4    | Russie    | 210    | 1           | 4         |
| 5    | Suède     | 188    |             | 1         |

| Rang | Nation    | Points | Victoire(s) | Podium(s) |
| ---- | --------- | ------ | ----------- | --------- |
|      | Norvège   | 205    | 3           | 3         |
| 2    | Suède     | 191    |             | 2         |
| 3    | France    | 169    |             | 2         |
| 4    | Allemagne | 165    |             | 1         |
| 5    | Autriche  | 154    |             | 1         |

| Rang | Nation    | Points | Victoire(s) | Podium(s) |
| ---- | --------- | ------ | ----------- | --------- |
|      | Suède     | 243    | 1           | 4         |
| 2    | Norvège   | 235    | 2           | 2         |
| 3    | France    | 216    | 2           | 4         |
| 4    | Allemagne | 203    |             |           |
| 5    | Italie    | 195    |             | 1         |

### Globes de cristal et titres olympiques
| Disciplines       | Globes de cristal      | Champions olympiques   |
| ----------------- | ---------------------- | ---------------------- |
| Général           | Quentin Fillon Maillet |                        |
| Coupe des Nations | Norvège                |                        |
| Individuel        | Tarjei Bø              | Quentin Fillon Maillet |
| Sprint            | Quentin Fillon Maillet | Johannes Thingnes Bø   |
| Poursuite         | Quentin Fillon Maillet | Quentin Fillon Maillet |
| Départ Groupé     | Sivert Guttorm Bakken  | Johannes Thingnes Bø   |
| Relais            | Norvège                | Norvège                |

| Disciplines       | Globes de cristal       | Championnes olympiques  |
| ----------------- | ----------------------- | ----------------------- |
| Général           | Marte Olsbu Røiseland   |                         |
| Coupe des Nations | Norvège                 |                         |
| Individuel        | Markéta Davidová        | Denise Herrmann         |
| Sprint            | Marte Olsbu Røiseland   | Marte Olsbu Røiseland   |
| Poursuite         | Marte Olsbu Røiseland   | Marte Olsbu Røiseland   |
| Départ Groupé     | Justine Braisaz-Bouchet | Justine Braisaz-Bouchet |
| Relais            | Suède                   | Suède                   |

| Disciplines | Globe de cristal | Champion olympique |
| ----------- | ---------------- | ------------------ |
| Relais      | Norvège          | Norvège            |

| Classe | Hommes              | Femmes       |
| ------ | ------------------- | ------------ |
| U25    | Sturla Holm Lægreid | Elvira Öberg |

## Calendrier et podiums

### Hommes

#### Épreuves individuelles
| Étape                                                  | Lieu                         | Épreuve             | Date             | Vainqueur                  | Deuxième                   | Troisième                  | Leader du classement général         |
| ------------------------------------------------------ | ---------------------------- | ------------------- | ---------------- | -------------------------- | -------------------------- | -------------------------- | ------------------------------------ |
| 1                                                      | Kontiolahti → Östersund      | Individuel 20 km    | 27 novembre 2021 | Sturla Holm Lægreid        | Tarjei Bø                  | Simon Desthieux            | Sturla Holm Lægreid                  |
| 1                                                      | Kontiolahti → Östersund      | Sprint 10 km        | 28 novembre 2021 | Sebastian Samuelsson       | Vetle Sjåstad Christiansen | Johannes Thingnes Bø       | Johannes Thingnes Bø Simon Desthieux |
| 2                                                      | Östersund                    | Sprint 10 km        | 2 décembre 2021  | Sebastian Samuelsson       | Émilien Jacquelin          | Quentin Fillon Maillet     | Sebastian Samuelsson                 |
| 2                                                      | Östersund                    | Poursuite 12,5 km   | 5 décembre 2021  | Vetle Sjåstad Christiansen | Sebastian Samuelsson       | Émilien Jacquelin          | Vetle Sjåstad Christiansen           |
| 3                                                      | Hochfilzen                   | Sprint 10 km        | 10 décembre 2021 | Johannes Kühn              | Martin Ponsiluoma          | Anton Smolski              | Vetle Sjåstad Christiansen           |
| 3                                                      | Hochfilzen                   | Poursuite 12,5 km   | 11 décembre 2021 | Quentin Fillon Maillet     | Émilien Jacquelin          | Sebastian Samuelsson       | Sebastian Samuelsson                 |
| 4                                                      | Annecy - Le Grand-Bornand    | Sprint 10 km        | 17 décembre 2021 | Johannes Thingnes Bø       | Eduard Latypov             | Filip Fjeld Andersen       | Sebastian Samuelsson                 |
| 4                                                      | Annecy - Le Grand-Bornand    | Poursuite 12,5 km   | 18 décembre 2021 | Quentin Fillon Maillet     | Eduard Latypov             | Vetle Sjåstad Christiansen | Quentin Fillon Maillet               |
| 4                                                      | Annecy - Le Grand-Bornand    | Départ Groupé 15 km | 19 décembre 2021 | Émilien Jacquelin          | Quentin Fillon Maillet     | Tarjei Bø                  | Émilien Jacquelin                    |
| 5                                                      | Oberhof                      | Sprint 10 km        | 7 janvier 2022   | Alexander Loginov          | Émilien Jacquelin          | Sturla Holm Lægreid        | Émilien Jacquelin                    |
| 5                                                      | Oberhof                      | Poursuite 12,5 km   | 9 janvier 2022   | Quentin Fillon Maillet     | Sebastian Samuelsson       | Tarjei Bø                  | Quentin Fillon Maillet               |
| 6                                                      | Ruhpolding                   | Sprint 10 km        | 13 janvier 2022  | Quentin Fillon Maillet     | Benedikt Doll              | Anton Smolski              | Quentin Fillon Maillet               |
| 6                                                      | Ruhpolding                   | Poursuite 12,5 km   | 16 janvier 2022  | Quentin Fillon Maillet     | Alexander Loginov          | Anton Smolski              | Quentin Fillon Maillet               |
| 7                                                      | Antholz - Anterselva         | Individuel 20 km    | 20 janvier 2022  | Anton Babikov              | Tarjei Bø                  | Said Khalili               | Quentin Fillon Maillet               |
| 7                                                      | Antholz - Anterselva         | Départ Groupé 15 km | 22 janvier 2022  | Benedikt Doll              | Johannes Thingnes Bø       | Sturla Holm Lægreid        | Quentin Fillon Maillet               |
| Jeux olympiques d'hiver de 2022 (4 au 20 février 2022) |                              |                     |                  |                            |                            |                            |                                      |
| JO                                                     | Pékin                        | Individuel 20 km    | 8 février 2022   | Quentin Fillon Maillet     | Anton Smolski              | Johannes Thingnes Bø       |                                      |
| JO                                                     | Pékin                        | Sprint 10 km        | 12 février 2022  | Johannes Thingnes Bø       | Quentin Fillon Maillet     | Tarjei Bø                  |                                      |
| JO                                                     | Pékin                        | Poursuite 12,5 km   | 13 février 2022  | Quentin Fillon Maillet     | Tarjei Bø                  | Eduard Latypov             |                                      |
| JO                                                     | Pékin                        | Départ Groupé 15 km | 18 février 2022  | Johannes Thingnes Bø       | Martin Ponsiluoma          | Vetle Sjåstad Christiansen |                                      |
| Fin des Jeux olympiques d'hiver                        |                              |                     |                  |                            |                            |                            |                                      |
| 8                                                      | Minsk-Raubichi → Kontiolahti | Sprint 10 km        | 5 mars 2022      | Quentin Fillon Maillet     | Filip Fjeld Andersen       | Johannes Kühn              | Quentin Fillon Maillet               |
| 8                                                      | Minsk-Raubichi → Kontiolahti | Poursuite 12,5 km   | 6 mars 2022      | Quentin Fillon Maillet     | Erik Lesser                | Lukas Hofer                | Quentin Fillon Maillet               |
| 9                                                      | Otepää                       | Sprint 10 km        | 10 mars 2022     | Quentin Fillon Maillet     | Sturla Holm Lægreid        | Benedikt Doll              | Quentin Fillon Maillet               |
| 9                                                      | Otepää                       | Départ Groupé 15 km | 12 mars 2022     | Vetle Sjåstad Christiansen | Quentin Fillon Maillet     | Sivert Guttorm Bakken      | Quentin Fillon Maillet               |
| 10                                                     | Oslo-Holmenkollen            | Sprint 10 km        | 18 mars 2022     | Sturla Holm Lægreid        | Quentin Fillon Maillet     | Sebastian Samuelsson       | Quentin Fillon Maillet               |
| 10                                                     | Oslo-Holmenkollen            | Poursuite 12,5 km   | 19 mars 2022     | Erik Lesser                | Quentin Fillon Maillet     | Sturla Holm Lægreid        | Quentin Fillon Maillet               |
| 10                                                     | Oslo-Holmenkollen            | Départ Groupé 15 km | 20 mars 2022     | Sivert Guttorm Bakken      | Sturla Holm Lægreid        | Émilien Jacquelin          | Quentin Fillon Maillet               |

#### Relais
| Étape                                                  | Lieu                         | Épreuve           | Date             | Vainqueur                                                                                                 | Deuxième                                                                              | Troisième                                                                                 | Leader du classement du relais masculin |
| ------------------------------------------------------ | ---------------------------- | ----------------- | ---------------- | --- | ------------------------------------------------------------------------------------- | ----------------------------------------------------------------------------------------- | --------------------------------------- |
| 2                                                      | Östersund                    | Relais 4 × 7,5 km | 4 décembre 2021  | Norvège - Sivert G. Bakken - Tarjei Bø - Johannes T. Bø - Vetle S. Christiansen                           | France - Fabien Claude - Émilien Jacquelin - Simon Desthieux - Quentin Fillon Maillet | Russie - Said Khalili - Daniil Serokhvostov - Alexander Loginov - Eduard Latypov          | Norvège                                 |
| 3                                                      | Hochfilzen                   | Relais 4 × 7,5 km | 12 décembre 2021 | Norvège - Sturla Holm Lægreid - Tarjei Bø - Johannes T. Bø - Vetle S. Christiansen                        | France - Fabien Claude - Simon Desthieux - Émilien Jacquelin - Quentin Fillon Maillet | Russie - Vasilii Tomshin - Daniil Serokhvostov - Alexander Loginov - Eduard Latypov       | Norvège                                 |
| 6                                                      | Ruhpolding                   | Relais 4 × 7,5 km | 15 janvier 2022  | Russie - Said Khalili - Daniil Serokhvostov - Alexander Loginov - Maxim Tsvetkov                          | Allemagne - Erik Lesser - Roman Rees - Benedikt Doll - Philipp Nawrath                | Biélorussie - Mikita Labastau - Dzmitry Lazouski - Maksim Varabei - Anton Smolski         | Norvège                                 |
| 7                                                      | Antholz - Anterselva         | Relais 4 × 7,5 km | 23 janvier 2022  | Norvège - Sturla Holm Lægreid - Tarjei Bø - Johannes T. Bø - Vetle S. Christiansen                        | Russie - Anton Babikov - Daniil Serokhvostov - Alexander Loginov - Eduard Latypov     | Allemagne - Roman Rees - Philipp Horn - David Zobel - Lucas Fratzscher                    | Norvège                                 |
| Jeux olympiques d'hiver de 2022 (4 au 20 février 2022) |                              |                   |                  | |                                                                                       |                                                                                           |                                         |
| JO                                                     | Pékin                        | Relais 4 × 7,5 km | 15 février 2022  | Norvège- Vetle Sjåstad Christiansen                                                                       | France- Fabien Claude - Émilien Jacquelin - Simon Desthieux - Quentin Fillon Maillet  | ROC- Said Khalili - Alexander Loginov - Maksim Tsvetkov - Eduard Latypov                  |                                         |
| Fin des Jeux olympiques d'hiver                        |                              |                   |                  | |                                                                                       |                                                                                           |                                         |
| 8                                                      | Minsk-Raubichi → Kontiolahti | Relais 4 × 7,5 km | 4 mars 2022      | Norvège - Sivert Guttorm Bakken - Filip Fjeld Andersen - Sturla Holm Lægreid - Vetle Sjåstad Christiansen | Suède - Peppe Femling - Jesper Nelin - Martin Ponsiluoma - Sebastian Samuelsson       | France - Antonin Guigonnat - Émilien Jacquelin - Simon Desthieux - Quentin Fillon Maillet | Norvège                                 |

### Femmes

#### Épreuves individuelles
| Étape                                                  | Lieu                         | Épreuve               | Date                 | Vainqueur               | Deuxième                | Troisième               | Leader du classement général |
| ------------------------------------------------------ | ---------------------------- | --------------------- | -------------------- | ----------------------- | ----------------------- | ----------------------- | ---------------------------- |
| 1                                                      | Kontiolahti → Östersund      | Individuel 15 km      | 27 novembre 2021     | Markéta Davidová        | Lisa Theresa Hauser     | Denise Herrmann         | Markéta Davidová             |
| 1                                                      | Kontiolahti → Östersund      | Sprint 7,5 km         | 28 novembre 2021     | Hanna Öberg             | Anaïs Chevalier-Bouchet | Marte Olsbu Røiseland   | Markéta Davidová             |
| 2                                                      | Östersund                    | Sprint 7,5 km         | 2 décembre 2021      | Lisa Theresa Hauser     | Elvira Öberg            | Hanna Sola              | Lisa Theresa Hauser          |
| 2                                                      | Östersund                    | Poursuite 10 km       | 4 décembre 2021      | Marte Olsbu Røiseland   | Anaïs Bescond           | Anaïs Chevalier-Bouchet | Lisa Theresa Hauser          |
| 3                                                      | Hochfilzen                   | Sprint 7,5 km         | 10 décembre 2021     | Hanna Sola              | Justine Braisaz-Bouchet | Marte Olsbu Røiseland   | Marte Olsbu Røiseland        |
| 3                                                      | Hochfilzen                   | Poursuite 10 km       | 12 décembre 2021     | Marte Olsbu Røiseland   | Hanna Sola              | Elvira Öberg            | Marte Olsbu Røiseland        |
| 4                                                      | Annecy - Le Grand-Bornand    | Sprint 7,5 km         | 16 décembre 2021     | Marte Olsbu Røiseland   | Anaïs Bescond           | Elvira Öberg            | Marte Olsbu Røiseland        |
| 4                                                      | Annecy - Le Grand-Bornand    | Poursuite 10 km       | 18 décembre 2021     | Elvira Öberg            | Julia Simon             | Hanna Öberg             | Marte Olsbu Røiseland        |
| 4                                                      | Annecy - Le Grand-Bornand    | Départ Groupé 12,5 km | 19 décembre 2021     | Elvira Öberg            | Julia Simon             | Kristina Reztsova       | Marte Olsbu Røiseland        |
| 5                                                      | Oberhof                      | Sprint 7,5 km         | 7 janvier 2022       | Marte Olsbu Røiseland   | Hanna Sola Julia Simon  |                         | Marte Olsbu Røiseland        |
| 5                                                      | Oberhof                      | Poursuite 10 km       | 9 janvier 2022       | Marte Olsbu Røiseland   | Hanna Öberg             | Dzinara Alimbekava      | Marte Olsbu Røiseland        |
| 6                                                      | Ruhpolding                   | Sprint 7,5 km         | 12 janvier 2022      | Elvira Öberg            | Marte Olsbu Røiseland   | Dorothea Wierer         | Marte Olsbu Røiseland        |
| 6                                                      | Ruhpolding                   | Poursuite 10 km       | 16 janvier 2022      | Marte Olsbu Røiseland   | Elvira Öberg            | Hanna Öberg             | Marte Olsbu Røiseland        |
| 7                                                      | Antholz - Anterselva         | Individuel 15 km      | 21 janvier 2022      | Justine Braisaz-Bouchet | Julia Simon             | Mona Brorsson           | Marte Olsbu Røiseland        |
| 7                                                      | Antholz - Anterselva         | Départ Groupé 12,5 km | 23 janvier 2022      | Dorothea Wierer         | Dzinara Alimbekava      | Anaïs Chevalier-Bouchet | Marte Olsbu Røiseland        |
| Jeux olympiques d'hiver de 2022 (4 au 20 février 2022) |                              |                       |                      |                         |                         |                         |                              |
| JO                                                     | Pékin                        | Individuel 15 km      | 7 février 2022       | Denise Herrmann         | Anaïs Chevalier-Bouchet | Marte Olsbu Røiseland   |                              |
| JO                                                     | Pékin                        | Sprint 7,5 km         | 11 février 2022      | Marte Olsbu Røiseland   | Elvira Öberg            | Dorothea Wierer         |                              |
| JO                                                     | Pékin                        | Poursuite 10 km       | 13 février 2022      | Marte Olsbu Røiseland   | Elvira Öberg            | Tiril Eckhoff           |                              |
| JO                                                     | Pékin                        | Départ Groupé 12,5 km | 19 → 18 février 2022 | Justine Braisaz-Bouchet | Tiril Eckhoff           | Marte Olsbu Røiseland   |                              |
| Fin des Jeux olympiques d'hiver                        |                              |                       |                      |                         |                         |                         |                              |
| 8                                                      | Minsk-Raubichi → Kontiolahti | Sprint 7,5 km         | 5 mars 2022          | Denise Herrmann         | Tiril Eckhoff           | Stina Nilsson           | Marte Olsbu Røiseland        |
| 8                                                      | Minsk-Raubichi → Kontiolahti | Poursuite 10 km       | 6 mars 2022          | Tiril Eckhoff           | Dorothea Wierer         | Denise Herrmann         | Marte Olsbu Røiseland        |
| 9                                                      | Otepää                       | Sprint 7,5 km         | 11 mars 2022         | Julia Simon             | Vanessa Voigt           | Karoline Knotten        | Marte Olsbu Røiseland        |
| 9                                                      | Otepää                       | Départ Groupé 12,5 km | 12 mars 2022         | Elvira Öberg            | Denise Herrmann         | Marte Olsbu Røiseland   | Marte Olsbu Røiseland        |
| 10                                                     | Oslo-Holmenkollen            | Sprint 7,5 km         | 17 → 18 mars 2022    | Tiril Eckhoff           | Lisa Theresa Hauser     | Marte Olsbu Røiseland   | Marte Olsbu Røiseland        |
| 10                                                     | Oslo-Holmenkollen            | Poursuite 10 km       | 19 mars 2022         | Tiril Eckhoff           | Marte Olsbu Røiseland   | Paulina Fialkova        | Marte Olsbu Røiseland        |
| 10                                                     | Oslo-Holmenkollen            | Départ Groupé 12,5 km | 20 mars 2022         | Justine Braisaz-Bouchet | Franziska Preuß         | Marte Olsbu Røiseland   | Marte Olsbu Røiseland        |

#### Relais
| Étape                                                  | Lieu                         | Épreuve         | Date             | Vainqueur                                                                                  | Deuxième                                                                                   | Troisième                                                                                    | Leader du classement du relais féminin |
| ------------------------------------------------------ | ---------------------------- | --------------- | ---------------- | ------------------------------------------------------------------------------------------ | ------------------------------------------------------------------------------------------ | -------------------------------------------------------------------------------------------- | -------------------------------------- |
| 2                                                      | Östersund                    | Relais 4 × 6 km | 5 décembre 2021  | France - Anaïs Bescond - Anaïs Chevalier-Bouchet - Julia Simon - Justine Braisaz-Bouchet   | Biélorussie - Iryna Leshchanka - Dzinara Alimbekava - Elena Kruchinkina - Hanna Sola       | Suède - Mona Brorsson - Linn Persson - Elvira Öberg - Hanna Öberg                            | France                                 |
| 3                                                      | Hochfilzen                   | Relais 4 × 6 km | 11 décembre 2021 | Suède - Mona Brorsson - Anna Magnusson - Elvira Öberg - Hanna Öberg                        | Russie - Valeriia Vasnetcova - Svetlana Mironova - Uliana Nigmatullina - Kristina Reztsova | France - Anaïs Bescond - Anaïs Chevalier-Bouchet - Chloé Chevalier - Justine Braisaz-Bouchet | France Suède                           |
| 6                                                      | Ruhpolding                   | Relais 4 × 6 km | 14 janvier 2022  | France - Anaïs Chevalier-Bouchet - Chloé Chevalier - Justine Braisaz-Bouchet - Julia Simon | Suède - Johanna Skottheim - Stina Nilsson - Mona Brorsson - Anna Magnusson                 | Russie - Valeriia Vasnetcova - Svetlana Mironova - Irina Kazakevich - Kristina Reztsova      | France                                 |
| 7                                                      | Antholz - Anterselva         | Relais 4 × 6 km | 22 janvier 2022  | Norvège - Karoline Knotten - Tiril Eckhoff - Ida Lien - Ingrid Landmark Tandrevold         | Russie - Valeriia Vasnetcova - Kristina Reztsova - Irina Kazakevich - Uliana Nigmatullina  | France - Chloé Chevalier - Justine Braisaz-Bouchet - Paula Botet - Anaïs Bescond             | France                                 |
| Jeux olympiques d'hiver de 2022 (4 au 20 février 2022) |                              |                 |                  |                                                                                            |                                                                                            |                                                                                              |                                        |
| JO                                                     | Pékin                        | Relais 4 × 6 km | 16 février 2022  | Suède - Linn Persson - Mona Brorsson - Hanna Öberg - Elvira Öberg                          | ROC - Irina Kazakevich - Kristina Reztsova - Svetlana Mironova - Uliana Nigmatullina       | Allemagne - Vanessa Voigt - Vanessa Hinz - Franziska Preuss - Denise Herrmann                |                                        |
| Fin des Jeux olympiques d'hiver                        |                              |                 |                  |                                                                                            |                                                                                            |                                                                                              |                                        |
| 8                                                      | Minsk-Raubichi → Kontiolahti | Relais 4 × 6 km | 3 mars 2022      | Norvège - Marte Olsbu Røiseland - Tiril Eckhoff - Ida Lien - Ingrid Landmark Tandrevold    | Suède - Linn Persson - Anna Magnusson - Hanna Öberg - Elvira Öberg                         | Italie - Samuela Comola - Dorothea Wierer - Federica Sanfilippo - Lisa Vittozzi              | Suède                                  |

### Mixte
| Étape                                                  | Lieu    | Épreuve                            | Date           | Vainqueur                                                                                                 | Deuxième                                                                                    | Troisième                                                                                     | Leader du classement du relais mixte |
| ------------------------------------------------------ | ------- | ---------------------------------- | -------------- | --- | ------------------------------------------------------------------------------------------- | --------------------------------------------------------------------------------------------- | ------------------------------------ |
| 5                                                      | Oberhof | Relais 2 × 7,5 km H + 2 × 7,5 km F | 8 janvier 2022 | Norvège - Tarjei Bø - Johannes Thingnes Bø - Ingrid Landmark Tandrevold - Marte Olsbu Røiseland           | Biélorussie - Mikita Labastau - Anton Smolski - Dzinara Alimbekava - Hanna Sola             | France - Antonin Guigonnat - Simon Desthieux - Anaïs Bescond - Julia Simon                    | Norvège                              |
| 5                                                      | Oberhof | Relais simple 6 km H + 7,5 km F    | 8 janvier 2022 | Russie - Anton Babikov - Kristina Reztsova                                                                | Autriche - Simon Eder - Lisa Theresa Hauser                                                 | Ukraine - Artem Tyshchenko - Darya Blashko                                                    | Russie                               |
| Jeux olympiques d'hiver de 2022 (4 au 20 février 2022) |         |                                    |                | |                                                                                             |                                                                                               |                                      |
| JO                                                     | Pékin   | Relais 2 × 6 km F + 2 × 6 km H     | 5 février 2022 | Norvège - Marte Olsbu Røiseland - Tiril Eckhoff - Tarjei Bø - Johannes Thingnes Bø                        | France - Anaïs Chevalier-Bouchet - Julia Simon - Émilien Jacquelin - Quentin Fillon Maillet | ROC - Uliana Nigmatullina - Kristina Reztsova - Alexander Loginov - Eduard Latypov            |                                      |
| Fin des Jeux olympiques d'hiver                        |         |                                    |                | |                                                                                             |                                                                                               |                                      |
| 9                                                      | Otepää  | Relais 2 × 7,5 km H + 2 × 7,5 km F | 13 mars 2022   | Norvège - Sivert Guttorm Bakken - Vetle Sjåstad Christiansen - Tiril Eckhoff - Ingrid Landmark Tandrevold | Suède - Jesper Nelin - Martin Ponsiluoma - Linn Persson - Elvira Öberg                      | France - Simon Desthieux - Quentin Fillon Maillet - Chloé Chevalier - Justine Braisaz-Bouchet | Norvège                              |
| 9                                                      | Otepää  | Relais simple 6 km H + 7,5 km F    | 13 mars 2022   | Norvège - Sturla Holm Lægreid - Marte Olsbu Røiseland                                                     | Suède - Sebastian Samuelsson - Hanna Öberg                                                  | Allemagne - Erik Lesser - Franziska Preuss                                                    | Norvège                              |

## Tableau des podiums
Saison complète (Jeux olympiques inclus)
| Rang | Biathlète                  | Places | Places | Places | Total de podiums |
| Rang | Biathlète                  | 1er    | 2e     | 3e     | Total de podiums |
| ---- | -------------------------- | ------ | ------ | ------ | ---------------- |
| 1    | Quentin Fillon Maillet     | 10     | 5      | 1      | 16               |
| 2    | Johannes Thingnes Bø       | 3      | 1      | 2      | 6                |
| 3    | Sturla Holm Lægreid        | 2      | 2      | 3      | 7                |
| 4    | Sebastian Samuelsson       | 2      | 2      | 2      | 6                |
| 5    | Vetle Sjåstad Christiansen | 2      | 1      | 2      | 5                |
| 6    | Émilien Jacquelin          | 1      | 3      | 2      | 6                |
| 7    | Benedikt Doll              | 1      | 1      | 1      | 3                |
| 8    | Alexander Loginov          | 1      | 1      | 0      | 2                |
| 8    | Erik Lesser                | 1      | 1      | 0      | 2                |
| 10   | Johannes Kühn              | 1      | 0      | 1      | 2                |
| 10   | Sivert Guttorm Bakken      | 1      | 0      | 1      | 2                |
| 12   | Anton Babikov              | 1      | 0      | 0      | 1                |
| 13   | Tarjei Bø                  | 0      | 3      | 3      | 6                |
| 14   | Eduard Latypov             | 0      | 2      | 1      | 3                |
| 15   | Martin Ponsiluoma          | 0      | 2      | 0      | 2                |
| 16   | Anton Smolski              | 0      | 1      | 3      | 4                |
| 17   | Filip Fjeld Andersen       | 0      | 1      | 1      | 2                |
| 18   | Simon Desthieux            | 0      | 0      | 1      | 1                |
| 18   | Said Khalili               | 0      | 0      | 1      | 1                |
| 18   | Lukas Hofer                | 0      | 0      | 1      | 1                |

| Rang | Biathlète               | Places | Places | Places | Total de podiums |
| Rang | Biathlète               | 1er    | 2e     | 3e     | Total de podiums |
| ---- | ----------------------- | ------ | ------ | ------ | ---------------- |
| 1    | Marte Olsbu Røiseland   | 8      | 2      | 7      | 17               |
| 2    | Elvira Öberg            | 4      | 4      | 2      | 10               |
| 3    | Tiril Eckhoff           | 3      | 2      | 1      | 6                |
| 4    | Justine Braisaz-Bouchet | 3      | 1      | 0      | 4                |
| 5    | Denise Herrmann         | 2      | 1      | 2      | 5                |
| 6    | Julia Simon             | 1      | 4      | 0      | 5                |
| 7    | Hanna Sola              | 1      | 2      | 1      | 4                |
| 8    | Hanna Öberg             | 1      | 1      | 2      | 4                |
| 9    | Lisa Theresa Hauser     | 1      | 2      | 0      | 3                |
| 10   | Dorothea Wierer         | 1      | 1      | 2      | 4                |
| 11   | Markéta Davidová        | 1      | 0      | 0      | 1                |
| 12   | Anaïs Chevalier-Bouchet | 0      | 2      | 2      | 4                |
| 13   | Anaïs Bescond           | 0      | 2      | 0      | 2                |
| 14   | Dzinara Alimbekava      | 0      | 1      | 1      | 2                |
| 15   | Vanessa Voigt           | 0      | 1      | 0      | 1                |
| 15   | Franziska Preuß         | 0      | 1      | 0      | 1                |
| 17   | Kristina Reztsova       | 0      | 0      | 1      | 1                |
| 17   | Stina Nilsson           | 0      | 0      | 1      | 1                |
| 17   | Mona Brorsson           | 0      | 0      | 1      | 1                |
| 17   | Karoline Knotten        | 0      | 0      | 1      | 1                |
| 17   | Paulina Fialkova        | 0      | 0      | 1      | 1                |

| Rang | Nation      | Places | Places | Places | Total de podiums |
| Rang | Nation      | 1er    | 2e     | 3e     | Total de podiums |
| ---- | ----------- | ------ | ------ | ------ | ---------------- |
| 1    | Norvège     | 30     | 12     | 21     | 63               |
| 2    | France      | 17     | 21     | 11     | 49               |
| 3    | Suède       | 9      | 14     | 9      | 32               |
| 4    | Allemagne   | 5      | 6      | 7      | 18               |
| 5    | Russie      | 4      | 6      | 5      | 15               |
| 6    | Biélorussie | 1      | 6      | 6      | 13               |
| 7    | Autriche    | 1      | 3      | 0      | 4                |
| 8    | Italie      | 1      | 1      | 4      | 6                |
| 9    | Tchéquie    | 1      | 0      | 0      | 1                |
| 10   | ROC         | 0      | 1      | 3      | 4                |
| 11   | Slovaquie   | 0      | 0      | 1      | 1                |
| 11   | Ukraine     | 0      | 0      | 1      | 1                |

## Retraites sportives
De nombreux biathlètes prennent leur retraite sportive à l'issue de cette saison ponctuée par les Jeux Olympiques
.
| - Hommes - Erik Lesser - Julian Eberhard - Scott Gow - Kalev Ermits - Simon Desthieux - Thomas Bormolini - Dominik Windisch - Tomáš Krupčík - Klemen Bauer - Torstein Stenersen - Benjamin Weger - Leif Nordgren | - Femmes - Maren Hammerschmidt - Karolin Horchler - Christina Rieder - Megan Bankes - Anaïs Bescond - Eva Puskarčíková - Ingela Andersson - Elisabeth Högberg - Selina Gasparin - Amanda Lightfoot - Susan Dunklee - Clare Egan - Magdalena Gwizdoń (arrête en Coupe du monde mais poursuit sa carrière en IBU Cup la saison suivante) |